# Igor' Lisovskij
Igor' Olegovič Lisovskij (in russo Игорь Олегович Лисовский?; 25 giugno 1954) è un ex pattinatore artistico su ghiaccio sovietico, specializzato nel pattinaggio artistico su ghiaccio a coppie.

## Palmarès
Coppie con Irina Vorob'ëva
| Evento               | 1978–79 | 1979–80 | 1980–81 | 1981–82 | 1982–83 |
| -------------------- | ------- | ------- | ------- | ------- | ------- |
| Campionati mondiali  | 4°      |         | 1°      | 5°      |         |
| Campionati europei   | 2°      |         | 1°      | 3°      |         |
| Campionati sovietici | 3°      | 2°      | 2°      | 3°      | 5°      |
| NHK Trophy           |         | 1°      |         |         | 2°      |
| Prize of Moscow News | 3°      | 1°      | 1°      |         |         |

Coppie con Skurikhina
| Evento      | 1977–78 |
| ----------- | ------- |
| Spartakiadi | 8°      |

Individuale maschile
| Internazionali       | Internazionali | Internazionali |
| Evento               | 1972–73        | 1973–74        |
| -------------------- | -------------- | -------------- |
| Campionati mondiali  | 16°            |                |
| Blue Swords          | 4°             |                |
| Nazionali            |                |                |
| Campionati sovietici | 5°             | 6°             |